# Amministrazioni locali per la sostenibilità
L'Organizzazione internazionale non governativa Amministrazioni locali per la sostenibilità (Local Governments for Sustainability), sigla ICLEI, promuove lo sviluppo sostenibile e fornisce consulenze tecniche agli enti locali.

## Storia
Su iniziativa del Programma delle Nazioni Unite per l'ambiente, dell'Unione internazionale delle autorità locali e del Centro per la diplomazia innovativa, il 5 settembre 1990 si è aperto il World Congress of Local Governments for a Sustainable Future (Congresso mondiale delle amministrazioni locali per un futuro sostenibile) con il quale i rappresentanti di 200 città di 43 Stati si sono riuniti nella sede delle Nazioni Unite a New York per costituire l'International Council for Local Environmental Initiatives, ICLEI (Consiglio internazionale per le iniziative ambientali locali) con lo scopo di fornire supporto tecnico e consulenza per favorire lo sviluppo sostenibile e per il sostegno delle reti tra le amministrazioni locali e tra paesi in via di sviluppo e paesi industrializzati. Lo Statuto dell'ICLEI è stato presentato, sottoscritto e ratificato l'8 settembre 1990.
ICLEI è divenuto operativo dal marzo 1991 e la prima sede è stata a Toronto, trasferita a Bonn nel 2010.
Nel 2003 l'assemblea dell'ICLEI ha votato un nuovo Statuto e una nuova denominazione (ICLEI - Local Governments for Sustainability) che focalizza il concetto di sostenibilità ambientale, nel senso più ampio possibile.
Per il 30º anniversario dell'organizzazione è stato presentato il nuovo logo i cui colori rappresentano l'interconnessione di acqua, aria e clima (blu), natura (verde) e città (giallo).

## Membri
Per aderire all'ICLEI sono richiesti solo due requisiti: l'impegno per la protezione del clima e il pagamento della quota associativa annuale, il cui importo è stabilito in base al numero degli abitanti e al PIL pro capite.
Al 31 dicembre 2021 hanno aderito oltre 2 500 tra megalopoli, metropoli, grandi città, piccole e medie città, regioni e province appartenenti a 131 Stati e costituiscono il 25% della popolazione urbana mondiale e il 20% della popolazione mondiale.

### ICLEI in Italia
- Comune di Bologna, dal 1993[9]
- Comune di Roma, dal 1995[10]
- Comune di Ancona, dal 20 febbraio 2002[11]
- Comune di San Giuseppe Vesuviano, dal 12 febbraio 2015
- Città metropolitana di Firenze, dal 24 maggio 2017[12]
- Comune di Vicenza, dal 10 agosto 2017
- Comune di Assisi, dal 28 marzo 2018[13]

## Gestione
ICLEI è un'organizzazione democratica guidata dal Consiglio e dal Comitato esecutivo globale (GexCom), che restano in carica tre anni.
Il Consiglio è formato dai rappresentanti dei nove Comitati esecutivi regionali (RexCom), uno per ogni regione in cui è suddivisa l'organizzazione.
Il Comitato esecutivo globale è formato dai rappresentanti dei nove Comitati esecutivi regionali e selezionati dai componenti del Consiglio in base alle competenze tecniche.
Il Consiglio convoca ogni tre anni il Congresso mondiale e stabilisce le priorità e la direzione dell'ICLEI con l'adozione del Piano strategico di sessennale.
Il Congresso previsto per il 2021 si è tenuto in parte, in forma virtuale, a causa delle restrizioni dovute alla pandemia di COVID-19, il 13-15 aprile 2021; la seconda parte del Congresso è prevista a Malmö, in Svezia, l'11-13 maggio 2022.

### Organizzazione
ICLEI ha la sede centrale a Bonn, Germania, in Kaiser-Friedrich-Str. 7, nove sedi regionali:
- Europa – Leopoldring 3, Friburgo in Brisgovia, Germania
- Africa – Unit 1, 2nd Floor, South Tower, Sable Park, 14 Bridge Boulevard, Century City, Città del Capo, Sudafrica
- America settentrionale, formata da Canada e Stati Uniti
- Messico, America Centrale e Caraibi – Eje Central Lazaro Cardenas 13, Building Miguel Abed, Floor 5 Of. 506 and 507, Col. Centro, Delegazione Cuauhtémoc, Città del Messico, Messico
- America meridionale – Rua Marquês de Itu 70, 14º andar., San Paolo, Brasile
- Asia meridionale – C-3, Lower Ground Floor, Green Park Extension, New Delhi, India
- Asia orientale – 14/F, Seoul Global Center Building, 38 Jongno, Jongno-gu, Seul, Corea del Sud
- Asia sudorientale – Units 3-4, Manila Observatory, Ateneo de Manila University Campus, Loyola Heights, Quezon City, Manila, Filippine
- Oceania – Level 1, 200 Little Collins Street, Melbourne, Victoria, Australia

e 14 uffici:
- Ufficio di Buxelles – Av. de Tervuren 35, Bruxelles, Belgio
- Ufficio di Berlino – St. Oberholz ROS Team Room 4.02, Rosenthaler Str. 72a, Berlino, Germania
- Ufficio del Canada – 401 Richmond St. W, Studio 204, Toronto, Ontario, Canada
- Ufficio del Québec – Montréal City Hall, 275 Notre-Dame St E, Montréal, Québec, Canada
- Ufficio della Columbia Britannica – Victoria City Hall, 1 Centennial Square, Victoria, Columbia Britannica, Canada
- Ufficio degli Stati Uniti – 1536 Wynkoop St., Suite 901, Denver, Colorado, Stati Uniti d'America
- Ufficio della Colombia – Carrera 53 N° 40A - 31, Medellín, Antioquia, Colombia
- Ufficio dell'Argentina – Boulevard Gálvez, 1150 Planta Alta, Rosário, Santa Fe, Argentina.
- Ufficio dell'Asia meridionale – Door No. 6-3-596/47/2, Sri Venkata Ramana Colony, Hyderabad, Andhra Pradesh, India
- Ufficio del Giappone – 1-14-2 Nishi-Shimbashi, Minato-ku, Tokyo, Giappone
- Ufficio di Kaohsiung – 4F. No.436, Daye N. Rd., Xiaogang Dist, Kaohsiung, Taiwan
- Ufficio della Corea – (16429) 3F, Suwon Research Institute, 126, Suin-ro, Gwonseon-gu, Suwon, Gyeonggi, Corea del Sud
- Ufficio di Pechino – B1010 Xiaoyun Center, No. 15, Pechino, Cina
- Ufficio dell'Indonesia – Rasuna Office Park III WO. 06-09, Komplek Rasuna Epicentrum Jl. Taman Rasuna Selatan, Kuningan DKI, Giacarta, Indonesia

## Percorsi
Il Piano strategico dell'ICLEI, basato su 5 percorsi, è stato presentato al Congresso mondiale 2018 di Montréal, Canada, per il periodo 2018-2024 e confermato al Congresso mondiale (virtuale) 2021 per il periodo 2021-2027. I cinque percorsi, cruciali, strategici e interconnessi, alla base dello sviluppo urbano sostenibile sono:
- Sviluppo basato sulla riduzione delle emissioni. Per realizzare un futuro a emissioni zero, con soluzioni attuabili e concrete che accelerano e guidano l'azione per il clima e l'energia, integrati a livello locale, e una gamma di investimenti coerente.[19]
- Sviluppo basato sulla natura. Per proteggere e ripristinare il rapporto interrotto dell'umanità con la natura e il pianeta, rispettando e valorizzando la biodiversità e l'integrità degli ecosistemi dentro e intorno alle nostre città, che sono alla base delle economie locali e da cui dipendiamo per l'integrità sociale, il benessere e la resilienza delle nostre comunità.[20]
- Sviluppo basato sulla circolarità. Per svincolare lo sviluppo economico urbano e il benessere dal consumo di risorse e dalla produzione di rifiuti. In collaborazione con i cittadini, le imprese e la comunità della ricerca, promuovere il passaggio dall'economia lineare a quella circolare in modo integrato che supporti le nuove imprese, crei posti di lavoro dignitosi e ispiri vite ambiziose e di qualità per i cittadini.[21]
- Sviluppo basato sulla resilienza. Per anticipare, prevenire, assorbire e riprendersi da scosse e tensioni, in particolare quelle provocate da un veloce cambiamento ambientale, tecnologico, sociale e demografico.[22]
- Sviluppo basato sull'equità e centrato sulle persone. Per costruire comunità urbane più giuste, vivibili, felici e inclusive, che affrontano le cause sistemiche di povertà e ingiustizia, e smantellare efficacemente le disuguaglianze sociali e ambientali esistenti, salvaguardando nel contempo i sistemi di supporto naturali per la vita umana e garantendo che l'ambiente naturale e costruito all'interno e intorno alle comunità migliora la vivibilità, le opportunità, l'uguaglianza, la sicurezza, la giustizia e la salute.[23]

## Impegni

### Ecomobilità
Ecomobilità significa viaggiare grazie a opzioni di trasporto integrate, socialmente inclusive e rispettose dell'ambiente, includendo camminare, andare in bicicletta, con i trasporti pubblici e altri modi innovativi di trasporto rispettosi del clima e delle persone. Consentendo ai cittadini e alle organizzazioni di accedere a beni, servizi e informazioni in modo sostenibile, l'ecomobilità sostiene la qualità della vita dei cittadini, aumenta le scelte di viaggio e promuove la coesione sociale.
Il programma dell'ICLEI che promuove l'ecomobilità urbana è intitolata Agenda per la città ecomobile (mobilità sostenibile). Nell'ambito di questa agenda ICLEI persegue 3 progetti chiave:
- Alleanza per l'ecomobilità[24]
- Festival mondiale dell'ecomobilità[25]
- Congresso mondiale dell'ecomobilità[26]

L'Alleanza per l'ecomobilità è stata fondata nell'ottobre 2011 a Changwon, Corea del Sud, in sostituzione dell'Alleanza mondiale per l'ecomobilità, un'organizzazione non governativa fondata a Bali in occasione della Conferenza ONU sui cambiamenti climatici 2007 (COP13). Il Segretariato dell'Alleanza è presso la sede dell'ICLEI, a Bonn.

### Ecologistica
Il progetto Ecologistica dell'ICLEI promuove il trasporto di merci dando priorità a salute, sicurezza, basse emissioni e sviluppo urbano basato sulle persone; incoraggia le economie circolari e regionali limitando l'impatto del trasporto merci.
La domanda globale di trasporto merci crescerà di 2,6 volte tra il 2015 e il 2050, in base alle previsioni formulate nell'ITF Transport Outlook 2021. Il crescente trasporto di merci presenta problemi e sfide unici per le città, tra cui la congestione, l'inquinamento atmosferico e gli incidenti.
La Comunità Ecologistica dell'ICLEI è la prima rete di città a livello globale impegnata per un futuro sostenibile del trasporto urbano. La Comunità guida lo sviluppo sostenibile del trasporto urbano nelle città partecipanti e guida le azioni globali sulla scena internazionale attraverso lo scambio collaborativo, i piani d'azione e il coinvolgimento delle parti interessate. Le città traggono vantaggio dall'essere parte della Comunità attraverso le conoscenze e le risorse condivise messe a disposizione della rete, nonché l'opportunità per comunicare i propri successi.

## Partenariati
ICLEI ha partecipato alle 3 conferenze di Rio:
- Summit della Terra del 1992
- Summit mondiale sullo sviluppo sostenibile del 2002 (Rio+10)
- Conferenza delle Nazioni Unite sullo sviluppo sostenibile del 2012 (Rio+20)

ICLEI Europa, con il sostegno di Comitato europeo delle regioni, ha organizzato:
- la 1ª Conferenza europea sulle città sostenibili tenutasi ad Aalborg, Danimarca, 1994, che ha approvato la Carta delle città europee per uno sviluppo durevole e sostenibile (Aalborg Charter)[31]
- la 4ª Conferenza europea sulle città sostenibili tenutasi ancora ad Aalborg nel 2004, che ha approvato gli Aalborg Commitments o Aalborg+10[32]
- l'8ª Conferenza europea sulle città sostenibili tenutasi a Bilbao, Paesi Baschi, 2016, che ha approvato la Basque Declaration[33]
- la 9ª Conferenza europea sulle città sostenibili tenutasi in modalità virtuale da Mannheim, Germania, 2020, che ha approvato il Mannheim Message[34]